# Léonard Leymarie
Pour les articles homonymes, voir Leymarie.
Léonard Leymarie, né le 4 janvier 1880 à Seilhac et mort le 12 décembre 1914  à Port-Fontenoy, est un militaire français de la Première Guerre mondiale. Cultivateur dans le civil, il était soldat de 2e classe dans le 305e régiment d'infanterie, 19e compagnie. Il est connu pour avoir été fusillé pour l'exemple pendant la guerre de 1914-1918.

## Biographie
Léonard Leymarie naît au hameau de Champeil, commune de Seilhac, chef-lieu de canton du département de la Corrèze. Son père, Léonard Leymarie, âgé de 40 ans, et sa mère Marie dite Françoise Gaud, âgée de 37 ans, sont cultivateurs. Il épouse, le 22 juin 1911, Marie Françoise Mialoux, cuisinière, née le 9 décembre 1884 à Chamboulive, domiciliée au Coudert, village de Chamboulive, alors résidant à Libourne (Gironde).
Incorporé à compter du 10 novembre 1901 au 2e bataillon de chasseurs à pied (B.C.P.), il arrive au corps le dit jour. Il est envoyé dans la disponibilité le 20 septembre 1902 étant devenu dispensé (il a un frère au service), en attendant son passage dans la réserve. Un certificat de bonne conduite (C.B.C.) lui est accordé. Il accomplit par la suite deux périodes d'exercice à Tulle, la première au 100e R.I. et la seconde au 300e R.I.. Rappelé en tant que réserviste par le décret de mobilisation générale, il est versé, le 12 août 1914, au 305e régiment d'infanterie (Riom).
Invité par ses camarades de tranchée à aller se faire soigner pour une blessure à une main, il est traduit devant le Conseil de guerre spécial de la 63e division d'infanterie pour abandon de poste en présence de l'ennemi par « mutilation volontaire », sur les données très contestables d'un simple rapport médical, acte pour lequel il avait toujours protesté de son innocence, ayant été blessé à la main à son poste de guetteur.
À l'unanimité du jury, il est condamné à mort et aux dépens envers l'État le 12 décembre 1914. La minute du jugement no 47 du Conseil de guerre permanent de la 63e division d'infanterie, séant à Saint-Bandry (Aisne), nous donne l'identité du président, le colonel Joseph Louis Marie Andlauer (1869-1956), commandant la 126e brigade d'infanterie, et des quatre juges (Roux, Ballay, Gignoux et Boucharie), tous nommés par le général Georges Louis Edmond Jullien (1858-1933) qui se trouve lui-même sous les ordres du général Étienne Godefroy Timoléon, comte de Villaret (1854-1931), commandant le 7e Corps d'armée. L'accusé est « inculpé d’abandon de poste devant l’ennemi. » Les circonstances de cet « abandon de poste » ne sont pas indiquées ; les déclarations de l'accusé, des témoins et de son défenseur — le maréchal des logis François Guillaume, du 14e dragons (dans le civil, avocat inscrit au barreau de Clermont-Ferrand) — ne sont pas non plus rapportées. Enfin, on ne trouve pas mention de sa blessure à la main.
C'est en vain que l’abbé François Rochias (1880-1961), aumônier de la division, est venu intercéder auprès du général Jullien la clémence pour le condamné. La sentence est exécutoire le jour même à 16h30 à Port-Fontenoy, sur les bords de l'Aisne gelée. Leymarie laissera une lettre dans laquelle il clame son innocence.
Le même tribunal de guerre condamnera, le 12 décembre 1914, et fera exécuter, à trois kilomètres de là, par un autre peloton, Jean Grataloux (né le 9 décembre 1880 à Saint-Just-sur-Loire, Loire), soldat 2e classe au 238e R.I., accusé de mutilation volontaire.
Léonard Leymarie laisse deux enfants nés à Seilhac : André Louis (16 mars 1912) et Marie-Louise (5 octobre 1913), adoptés par la Nation (pupilles de la nation) par jugement du tribunal civil de Tulle daté du 23 octobre 1919. Pour survivre, Marie Françoise Mialoux quitte Seilhac trois mois après le drame. Elle s'installe à Tulle, au no 1, impasse Saint-Martin, où elle exerce le métier de ménagère.

## Réhabilitation et mention «mort pour la France»
Léonard Leymarie aurait été réhabilité si l’on en croit sa fiche, visible sur le site S.G.A. / Mémoire des hommes. Mais aucune date n'est donnée. C’est qu'en fait sa réhabilitation a échoué malgré les efforts répétés de la Ligue des droits de l'homme (LDH) dans les années 1920 : 
- rejet, le 16 janvier 1922, de sa demande de réhabilitation par la Chambre des mises en accusation de la Cour d'appel de Limoges[4],
- confirmation par la Cour de cassation, le 7 juillet 1922, de l’arrêt rendu par Limoges,
- échec de l’ultime recours transmis au ministère de la Justice en 1925.

En revanche, Leymarie a bien eu la mention « mort pour la France » dont la création, postérieure à sa mort, remonte à la loi du 2 juillet 1915. Son acte de décès qui porte le numéro 99 a été rédigé à Ambleny (Aisne) le 19 décembre 1914 par le lieutenant officier de l’état civil du 305e R.I.. La transcription sur le registre d’état civil de Seilhac a été effectuée le 29 avril 1915 (acte no 12). Cette mention a été inscrite rétroactivement sur les actes cités. C’est le cas pour tous les militaires décédés entre août 1914 et l’entrée en vigueur de la loi de juillet 1915. Son attribution suit des critères bien précis. Le décès de Léonard Leymarie répond à deux d’entre eux : la mort est survenue en zone de guerre et il a été déclaré « tué à l'ennemi ». Cette ambiguïté s'est poursuivie en 1919 puisque, dans les documents constituant le dossier des enfants pupillaires, le père est dit « tué à Fontenoy » sans autre précision. Et les juges du tribunal civil de Tulle n'ont pas cherché à en savoir davantage sous peine d'empêcher la veuve et les enfants de bénéficier des lois aidant les familles des militaires défunts.
Le corps de Leymarie repose au cimetière militaire d'Ambleny. Pourtant, jusqu'en 2008, le nom du fusillé est demeuré absent du monument aux morts de Seilhac inauguré le dimanche 19 décembre 1926. Il a fallu attendre l’année 1994 pour que le maire de Fontenoy inaugurât, en novembre, à proximité de l'église, une stèle en l’honneur du Corrézien et d’un autre malheureux, Lucien Bersot, né le 7 juin 1881 à Authoison (Haute-Saône) et fusillé pour avoir refusé de porter le pantalon couvert de sang d'un soldat mort sur le champ de bataille.
Le discours prononcé par le Premier ministre Lionel Jospin à Craonne le 5 novembre 1998 a ouvert des perspectives sur l'amnistie à accorder aux soldats fusillés pour l'exemple en 1917. Il a exprimé le souhait que ces militaires « réintègrent pleinement notre mémoire collective nationale ».
Michel Agnoux, secrétaire-adjoint de la section ARAC (Association républicaine des anciens combattants) de Saint-Jal, délégué à la Mémoire du comité départemental, s'est battu sans relâche pour que la Nation répare l’outrage consécutif à la condamnation « pour l’exemple » du soldat Leymarie et l’outrage à sa mémoire qui s’est ensuivi. Ses recherches ont commencé en 1999, après avoir lu l'ouvrage Paroles de poilus où la lettre laissée par le condamné est reproduite. Sa première évocation du sort du militaire seilhacois remonte au dimanche 9 novembre 2003 à Saint-Jal, dans le cadre des activités de l'Amicale laïque. Michel Agnoux n'a cessé, depuis, de réclamer l’inscription du nom du fusillé sur le monument de Seilhac.

## 2006-2008: évolution des mentalités
En 2006, le sénateur de la Corrèze Georges Mouly attire l'attention de Hamlaoui Mekachera, alors ministre délégué aux anciens combattants, sur les « fusillés pour l'exemple ». Il lui demande l'état de la réglementation actuelle quant à l'inscription du nom des fusillés pour l'exemple réhabilités sur les monuments aux morts des communes, où ils ne figurent pas.
Dans sa réponse, le ministre rappelle que les noms des militaires fusillés pour l'exemple puis réhabilités peuvent être inscrits sur les monuments aux morts communaux, s'ils se sont vu attribuer la mention « mort pour la France ». Cette décision d'inscription incombe aux communes, sous la tutelle du préfet. Il n'existe toutefois aucune obligation d'inscription pour les communes.
L'article L. 488 du code des pensions militaires d'invalidité et des victimes de la guerre distingue cinq catégories de morts pour la France : 
- 1°) les militaires qui ont été tués à l'ennemi,
- 2°) ceux qui sont morts de blessures de guerre,
- 3°) les décédés de maladie contractée en service commandé en temps de guerre,
- 4°) les victimes d'accident survenu en service,
- 5°) ceux qui sont morts à l'occasion du service en temps de guerre[12].

Le 16 avril 2008, jour du 91e anniversaire du déclenchement de l’offensive du chemin des Dames, le conseil général de l’Aisne vote symboliquement et à l’unanimité, un vœu invitant « la République française à prendre dans sa générosité […] la décision de reconnaître les soldats condamnés pour l’exemple comme des soldats de la Grande Guerre à part entière […] de façon que leurs noms puissent être légitimement inscrits sur les monuments aux morts des communes de France, à la demande de leurs familles ou des associations et collectivités concernées. » Le 20 octobre 2008, le conseil général du Doubs délibérera dans le même sens.

Le 11 novembre 2008, le président de la République Nicolas Sarkozy profite des célébrations du 90e anniversaire de l'armistice de la guerre de 1914-1918 pour évoquer, au fort de Douaumont, les fusillés pour l'exemple : 

« […] Quatre-vingt-dix ans après la fin de la guerre, je veux dire au nom de notre Nation que beaucoup de ceux qui furent exécutés alors ne s'étaient pas déshonorés, n'avaient pas été des lâches mais que, simplement, ils étaient allés jusqu'à l'extrême limite de leurs forces. […]. »

La déclaration présidentielle est saluée, le 30 novembre suivant, par Denis Tillinac, chroniqueur à La Montagne-Dimanche. L’écrivain corrézien se dit satisfait qu’au nom du « devoir de mémoire », les soldats envoyés au « poteau d’infamie » soient désormais associés aux hommages publics que l’on rend aux héros anonymes de la Grande Guerre.
La commune de Seilhac passe à l’acte en décidant de réparer l'injustice qui pèse sur son concitoyen fusillé et ses descendants. En 2008, un accord unanime du conseil municipal autorise l’inscription de Léonard Leymarie sur le monument aux morts dont la liste comptera désormais 93 noms. Une cérémonie spéciale est organisée le vendredi 12 décembre à l’initiative de la municipalité. Le maire Marc Géraudie y prononce un discours qui est suivi d'un dépôt de gerbe au nom de la commune. Une délégation de l’Aisne participe à cet hommage. Le conseil général de ce département est représenté par le vice-président chargé de la culture, divers conseillers généraux dont ceux de Craonne et de Vic-sur-Aisne, des représentants de l’association Soissonnais 14-18.

### Autres Corréziens fusillés pour l'exemple
Le département compte trois autres Corréziens, tous fusillés en 1915 : 
- Mathieu Léon Gasparoux, né le 1er octobre 1886 à Meymac, fils de Louis, maçon, et de Françoise Goudenèche. Soldat 2e classe à la 21e compagnie du 300e régiment d'infanterie, il a été fusillé pour désertion à Villers-Bocage (Somme) le 30 juin 1915 (à 28 ans).
- François Marsaleix, né le 17 novembre 1896 à Saint-Jal, fils de Martial et de Jeanne Besse, cultivateur. Chasseur à la 3e compagnie du 22e bataillon de chasseurs à pied, il a été exécuté le 22 octobre 1915 (à 18 ans) au camp de Tinfronce, près d’Aubure (Haut-Rhin) pour tentative de désertion. Marsaleix avait tué « à bout portant de deux coups de fusil » le chasseur Schlier qui l'avait surpris « essayant de franchir les lignes et de passer à l'ennemi »[19].
- Léon François Peyrical, né le 24 décembre 1880 à Albussac, fils de Géraud et de Marie Leymarie, cultivateur. Soldat 2e classe à la 2e compagnie du 47e régiment d'infanterie, il a été fusillé le 9 octobre 1915 (à 34 ans) à Saint-Thomas-en-Argonne (Marne) pour refus d’obéissance en présence de l’ennemi.

Seuls François Marsaleix et Léon François Peyrical ont leurs noms inscrits, dès l'origine, sur les monuments aux morts de leur commune de naissance respective. Tous trois n’ont jamais été reconnus comme « Morts pour la France ».

### Autres communes honorant les «fusillés pour l'exemple»
Depuis 2006, Seilhac a été la troisième commune en France à avoir fait inscrire, en connaissance de cause, le nom d'un soldat fusillé sur un monument aux morts. Seules deux communes l’avaient précédée dans ce devoir de mémoire :
- Blangy-sur-Bresle (Seine-Maritime) où, le 11 novembre 2006, fut dévoilée sur le monument aux morts, une plaque du souvenir en l’honneur d'un enfant de l’assistance publique, André-Albert Lecroq, ouvrier verrier, soldat au 39e régiment d'infanterie, qui fut condamné à mort pour absence devant l'ennemi le 11 mai 1915 à Coulommes-la-Montagne (Marne) puis fusillé pour l'exemple, le 18 mai suivant, à Vrigny (même département)[20].
- Saint-Ybars (Ariège) où, le 20 juin 2007, la municipalité a fait ajouter sur son monument aux morts le nom de Louis Flourac, soldat du 60e bataillon de chasseurs à pied, fusillé 90 ans plus tôt, le 20 juin 1917 à Chacrise, dans l'Aisne, pour mutinerie organisée avec ses camarades[21].

Depuis l'inscription de Léonard Leymarie sur le monument de Seilhac, trois autres communes ont suivi le mouvement :
- Aydius (Pyrénées-Atlantiques), où, le 17 mai 2009, fut apposée, sur son monument aux morts, une plaque commémorative au nom de Jean-Louis Lasplacettes, soldat 2e classe du 18e régiment d'infanterie condamné à la peine capitale et passé par les armes le 12 juin 1917 à Maizy (Aisne) pour sa participation à une révolte de soldats survenue quelques jours plus tôt, à l’arrière du front, dans le village de Villers-sur-Fère[22].
- Saint-Michel-de-Chavaignes (Sarthe) où la municipalité fit graver sur le monument communal, le 11 novembre 2009, le nom de l’un des siens, Maurice Joubert, soldat au 115e régiment d'infanterie, fusillé à Suippes le 18 mars 1915 (Marne), deux jours après l’exécution sur les mêmes lieux de Maupas et des trois autres caporaux de Souain[23].
- Yvré-l'Évêque (Sarthe) où, le 11 novembre 2010, fut ajouté sur le monument le nom d'Émile Lherminier, fusillé le 22 mai 1916 avec trois de ses camarades du 96e régiment d’infanterie, pour refus d’obéissance, à Roucy, dans l'Aisne[24].